# Gene Robinson

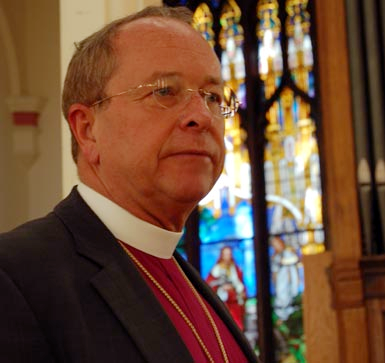
Gene Robinson 2005

Vicky Gene Robinson (* 29. Mai 1947 in Lexington, Kentucky) ist ehemaliger Bischof der Episcopal Diocese of New Hampshire in der Episkopalkirche der Vereinigten Staaten von Amerika.

## Leben

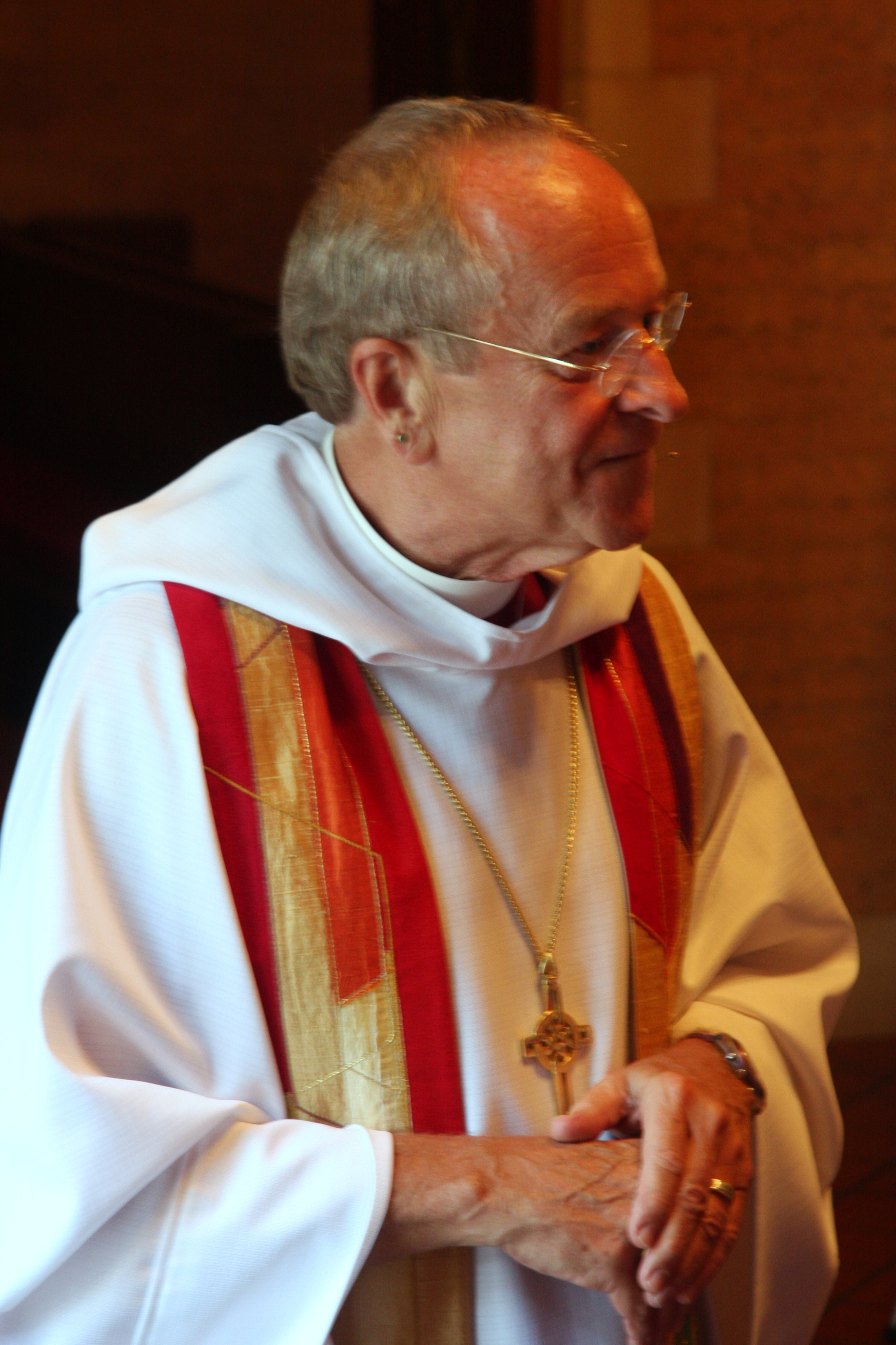
Gene Robinson 2013

Robinsons Eltern waren arme Pächter, die in Kentucky Tabak anbauten, und Mitglieder der Christian Church (Disciples of Christ). Robinson studierte zuerst an der University of the South in Sewanee (Tennessee) und danach am General Theological Seminary in New York City Theologie. Robinson erhielt sein Diplom im Jahr 1973 und wurde zum Diakon im Juni 1973 geweiht in der Kathedrale der Diözese von Newark, New Jersey. Er war Pfarrer in der Christuskirche in Ridgewood, New Jersey, und wurde sechs Monate später zum Priester geweiht. Nach seiner Priesterweihe 1988 diente er als Priester der Diözese New Hampshire. Er war von 1972 bis zu seiner Scheidung 1986 mit Isabella „Boo“ McDaniel verheiratet und hat aus dieser Ehe zwei Töchter. Seit 1989 war er mit seinem Lebensgefährten Mark Andrews in einer gleichgeschlechtlichen Beziehung. Im Juni 2008 gingen die beiden eine eingetragene Partnerschaft nach den Gesetzen des Bundesstaats New Hampshire ein. Im Jahr 2014 wurde die Ehe geschieden.

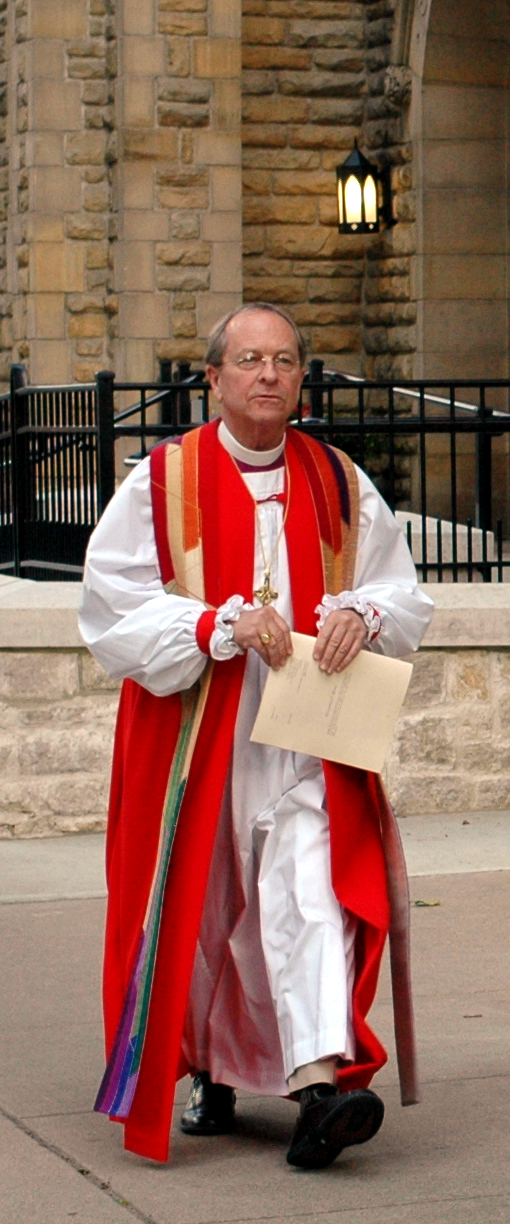
Gene Robinson 2006

Am 7. Juni 2003 wurde er zum Bischof von New Hampshire gewählt und am 2. November desselben Jahres durch Frank Tracy Griswold sowie Edmond Lee Browning und Albert Theodore Eastman auch geweiht. Die Tatsache, dass er der erste Bischof war, der eine gleichgeschlechtliche, nichtzölibatäre Beziehung nicht versteckte, führte zu einer heftigen Kontroverse innerhalb der anglikanischen Kirche, bei der manche Landeskirchen mit Kirchenspaltung drohten.

## Positionen
In einem Interview mit der London Times erklärte Robinson, wenn alle Lesben und Schwule fernbleiben würden, dann wäre die „Church of England fast bei einer Schließung, wenn man bedenkt wie viele Organisten, Geistliche, Kirchenvorstände es gibt“. Ferner fand er, die Drohungen anderer anglikanischer Kirchen, die Kirchengemeinschaft mit seiner Kirche aufzukündigen, sei „fast so un-anglikanisch wie man nur denken kann. Schließlich wurde unsere Kirche als Widerstand gegenüber einer zentralen Lehrgewalt in Rom begründet.“ Über sein Verhältnis zur evangelikalen Bewegung, meinte er, er sei evangelikaler als die meisten Mitglieder seiner Kirche, weil er als Evangelist arbeite: „Wenn ich zu schwulen und lesbischen Organisationen spreche, rede ich nicht über Bürgerrechte, ich rede über ihre Seelen. Mein Ziel ist es, sie in die Kirche und zu Jesus zu bringen.“

## Werke
- In the Eye of the Storm: Swept to the Center by God mit Vorwort von Desmond Tutu, New York City: Seabury Books, 2008.